# Kurt Diemberger

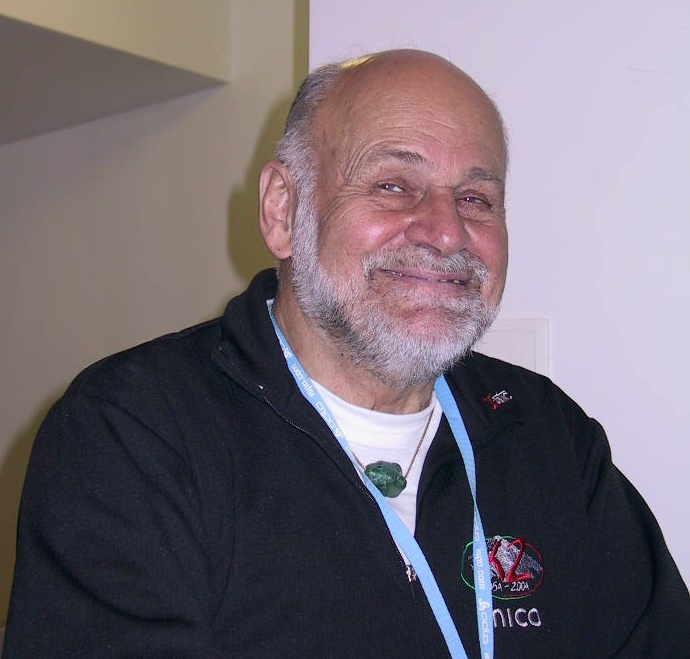
Kurt Diemberger im März 2005 in der Urania (Wien)

Kurt Diemberger (* 16. März 1932 in Villach) ist ein österreichischer Bergsteiger, Filmemacher, Fotograf und Autor. Er ist zusammen mit Hermann Buhl einer von nur zwei Menschen, die zwei Achttausender erstbestiegen haben.

## Leben
Seine Volksschulzeit verbrachte Diemberger in Villach und wechselte im Anschluss daran zum Realgymnasium nach Salzburg mit nachfolgendem Kurs und Matura an der Handelsakademie. Hiernach studierte er an der Hochschule für Welthandel in Wien Betriebswirtschaft. Das Studium beendete er 1955 als Diplomkaufmann. 1957 trat er in die DAV Sektion Bergland ein, in der auch sein Freund Hermann Buhl Mitglied war. Später folgte eine weitere Hochschulausbildung, die er 1962 mit dem Diplom eines Handelslehrers beendete. Von 1963 an arbeitete er für fünf Jahre als Handelslehrer an der Fremdenverkehrsakademie in Salzburg. Diemberger hatte zwischenzeitlich auch die Bergführerprüfung abgelegt und wurde Ende der 1960er Jahre zum Profialpinisten. 1983 gründete er mit seiner Bergpartnerin Julie Tullis das höchste Filmteam der Welt, das unter anderen den Film K2 – Traum und Schicksal hervorbrachte. Der Film wurde 1989 beim ältesten Festival für Bergfilme, dem Trento Filmfestival, mit dem goldenen Enzian ausgezeichnet.

## Alpen
Mit Herbert Knapp und Hannes Unterweger gelang ihm am 22. September 1956 die Durchsteigung der Schaumrolle (Gipfelwechte der Königspitze-Nordwand), wobei Kurt Diemberger nur die Schaumrolle zusammen mit den Kameraden durchkletterte, da er vom Gipfelgrat aus seitlich hereinquerte und im unteren Drittel der Schaumrolle mit den Kameraden zusammentraf, welche die gesamte Nordwand einschließlich der Schaumrolle an diesem Tag durchkletterten. Diemberger hatte eine Woche zuvor zusammen mit Albert Morocutti die Nordwand bis zum Beginn der Schaumrolle durchstiegen. Die Erstdurchsteigung der Schaumrolle wurde von den beteiligten Parteien unterschiedlich dargestellt und führte später zu einem Eklat.
Zwischen 1956 und 1958 bestieg er mit seinem Kletterpartner Wolfgang Stefan die drei großen Nordwände der Alpen: Eiger-Nordwand, Matterhorn-Nordwand und den Walkerpfeiler der Grandes-Jorasses-Nordwand. 1958 stieg er mit Franz Lindner über den gesamten Peutereygrat auf den Mont Blanc.

## Himalaya
Am 9. Juni 1957 gelang Diemberger zusammen mit Fritz Wintersteller, Hermann Buhl und Marcus Schmuck die Erstbesteigung des Broad Peak (8051 m).
Am 13. Mai 1960 folgte die Erstbesteigung des Dhaulagiri (8167 m) zusammen mit Nawang Dorje, Ernst Forrer, Albin Schelbert, Peter Diener und Nyima Dorje. Da Hermann Buhl bereits 1957 starb, ist Diemberger der einzige lebende Erstbesteiger von zwei Achttausendern. Oft wird auch Gyalzen Norbu als Erstbesteiger von zwei Achttausendern genannt, dieser war am Makalu aber einen Tag nach den Erstbesteigern auf dem Gipfel und zählt somit nicht zu den Erstbesteigern.
1967 folgte die Erstbesteigung des 7338 m hohen Tirich Mir IV im Hindukusch über die Nordwestwand im Alpinstil.
1978 war er zunächst am 21. Mai am Makalu und später, am 15. Oktober, am Mount Everest, als Kameramann unter Pierre Mazeaud, erfolgreich. Am 4. August 1979 erreichte er den Gipfel des Gasherbrum II im Rahmen einer Expedition, der unter anderen Reinhard Karl, Hilmar Sturm und Hanns Schell angehörten. Zwischen 1982 und 1986 war er mehrfach im Karakorum unterwegs – mehrmals am K2 (u. a. ein Versuch am K2-Nordgrat). 1984 stand er erneut auf dem Gipfel des Broad Peak, diesmal zusammen mit seiner Bergpartnerin Julie Tullis. Mit Tullis erreichte er am 4. August 1986 schließlich den Gipfel des K2. Tullis starb im Abstieg vom K2 während eines mehrtägigen Sturms, bei dem noch weitere Bergsteiger ums Leben kamen, an Erschöpfung. Seit Anfang der 1980er Jahre ist er mit mehreren Expeditionen im chinesischen Shaksgam-Gebiet im Autonomen Gebiet Xinjiang unterwegs gewesen. Im Jahre 2000 erklomm er nochmals mit dem Cotopaxi einen nennenswerten Gipfel, wenn auch keinen 8000er.

## Auszeichnungen (Auszug)
- 1957: Goldenes Sportabzeichen des Landes Salzburg anlässlich seiner Erstbesteigung des Broad Peak 1957[13]
- 1981: Emmy; für die filmische Dokumentation des Durchsteigungsversuchs der Everest-Ostwand
- 1989: Trient: ITAS-Preis für K2 – Traum und Schicksal für das beste Bergbuch und für die filmische Umsetzung desselben Themas den goldenen Enzian für den besten Bergfilm; Goldenes Verdienstabzeichen des Landes Salzburg[14]
- 2006: Goldenes Ehrenzeichen für Verdienste um die Republik Österreich
- 2013: Für sein außergewöhnliches alpinistisches Lebenswerk wurde Diemberger im Jahr 2013 mit dem Bergsteigerpreis des Piolet d’Or geehrt.[15]

## Werke
- K 2 : Traum und Schicksal, der Berg der Berge. Bruckmann, München 1989, ISBN 3-7654-2247-9.
- Gipfel und Gefährten zwischen Null und Achttausend. Bruckmann, München 2001, ISBN 3-7654-3756-5.
- Der siebte Sinn. AS Verlag, Zürich 2004, ISBN 3-909111-03-3.
- Aufbruch ins Ungewisse : Abenteuer zwischen K2, Sinkiang und Amazonas. Malik, München 2004, ISBN 3-89029-275-5.
- Seiltanz. Die Geschichten meines Lebens . Malik, München 2007, ISBN 978-3-89029-328-8.